# ريموند (واشنطن)
ريموند (بالإنجليزية: Raymond, Washington)‏ هي مدينة تقع في الولايات المتحدة في مقاطعة باسيفيك، واشنطن. يقدر عدد سكانها بـ 2,882 نسمة ومساحتها 11.97 كم2 وترتفع عن سطح البحر 4 متر.

## التركيبة السكانية
قام مكتب تعداد الولايات المتحدة بتحديد بيانات التركيبة السكانية لريموند في تعداد الولايات المتحدة. في ما يلي، التركيبة السكانية حسب تعدادي 2000 و2010.

### تعداد عام 2000
بلغ عدد سكان ريموند 2,975 نسمة بحسب تعداد عام 2000، وبلغ عدد الأسر 1,192 أسرة وعدد العائلات 760 عائلة مقيمة في المدينة. في حين سجلت الكثافة السكانية 776.4 نسمة لكل ميل مربع (299.8/كم2). وبلغ عدد الوحدات السكنية 1,338 وحدة بمتوسط كثافة قدره 349.2 نسمة لكل ميل مربع (134.8/كم2).
وتوزع التركيب العرقي للمدينة بنسبة 83.70% من البيض و 2.72% من الأمريكيين الأصليين و 7.06% من الأمريكيين ذوي الأصول الآسيوية و 0.17% من سكان جزر المحيط الهادئ و 0.24% من الأمريكيين الأفارقة و 2.96% من عرقين مختلطين أو أكثر.
بلغ عدد الأسر 1,192 أسرة كانت نسبة 30.0% منها لديها أطفال تحت سن الثامنة عشر تعيش معهم، وبلغت نسبة الأزواج القاطنين مع بعضهم البعض 45.9% من أصل المجموع الكلي للأسر، ونسبة 11.3% من الأسر كان لديها معيلات من الإناث دون وجود شريك، وكانت نسبة 36.2% من غير العائلات. تألفت نسبة 30.8% من أصل جميع الأسر من أفراد ونسبة 16.5% كانوا يعيش معهم شخص وحيد يبلغ من العمر 65 عاماً فما فوق. وبلغ متوسط حجم الأسرة المعيشية 3.00، أما متوسط حجم العائلات فبلغ 2.44.
بلغ العمر الوسطي للسكان 40 عاماً. وكانت نسبة 26.2% من القاطنين تحت سن الثامنة عشر، وكانت نسبة 7.9% بين الثامنة عشر والأربعة وعشرون عاماً، ونسبة 23.5% كانت واقعةً في الفئة العمرية ما بين الخامسة والعشرون حتى والأربعة وأربعون عاماً، ونسبة 22.9% كانت ما بين الخامسة والأربعون حتى الرابعة والستون، ونسبة 19.6% كانت ضمن فئة الخامسة والستون عاماً فما فوق. يوجد لكل 100 أنثى 96.0 ذكر، ويوجد لكل 100 أنثى في الثامنة عشر من عمرها فما فوق 94.0 ذكر.
بلغ متوسط دخل الأسرة في المدينة 25,759 دولار، أما متوسط دخل العائلة فبلغ 33,984 دولار. وكان متوسط دخل الذكور 29,402 دولار مقابل 24,647 دولار للإناث. وسجل دخل الفرد الخاص بالمدينة 13,910 دولار. وكانت نسبة 17.2% من العائلات ونسبة 24.6% من السكان تحت خط الفقر، وكان من هؤلاء نسبة 28.4% تحت سن الثامنة عشر ونسبة 20.7% في الخامسة والستين من العمر وما فوق.

### تعداد عام 2010
بلغ عدد سكان ريموند 2,882 نسمة بحسب تعداد عام 2010، وبلغ عدد الأسر 1,151 أسرة وعدد العائلات 698 عائلة مقيمة في المدينة. في حين سجلت الكثافة السكانية 709.9 نسمة لكل ميل مربع (274.1/كم2). وبلغ عدد الوحدات السكنية 1,279 وحدة بمتوسط كثافة قدره 315.0 لكل ميل مربع (121.6/كم2).
وتوزع التركيب العرقي للمدينة بنسبة 75.9% من البيض و 2.5% من الأمريكيين الأصليين و 6.8% من الأمريكيين ذوي الأصول الآسيوية و 0.9% من الأمريكيين الأفارقة و 3.9% من عرقين مختلطين أو أكثر.
بلغ عدد الأسر 1,151 أسرة كانت نسبة 29.4% منها لديها أطفال تحت سن الثامنة عشر تعيش معهم، وبلغت نسبة الأزواج القاطنين مع بعضهم البعض 42.9% من أصل المجموع الكلي للأسر، ونسبة 10.4% من الأسر كان لديها معيلات من الإناث دون وجود شريك، بينما كانت نسبة 7.3% من الأسر لديها معيلون من الذكور دون وجود شريكة وكانت نسبة 39.4% من غير العائلات. تألفت نسبة 33.4% من أصل جميع الأسر من أفراد ونسبة 15.2% كانوا يعيش معهم شخص وحيد يبلغ من العمر 65 عاماً فما فوق. وبلغ متوسط حجم الأسرة المعيشية 3.10، أما متوسط حجم العائلات فبلغ 2.46.
بلغ العمر الوسطي للسكان 41 عاماً. وكانت نسبة 23.4% من القاطنين تحت سن الثامنة عشر، وكانت نسبة 8.6% بين الثامنة عشر والأربعة وعشرون عاماً، ونسبة 22.2% كانت واقعةً في الفئة العمرية ما بين الخامسة والعشرون حتى والأربعة وأربعون عاماً، ونسبة 27.5% كانت ما بين الخامسة والأربعون حتى الرابعة والستون، ونسبة 18.4% كانت ضمن فئة الخامسة والستون عاماً فما فوق. وتوزع التركيب الجنسي للسكان بنسبة 49.9% ذكور و50.1% إناث.